# جونیاتا (نبراسکا)
جونیاتا(به انگلیسی: Juniata) شهری در ایالت نبراسکا کشور ایالات متحده آمریکا است که جمعیت آن در سرشماری سال ۲۰۱۰ میلادی، ۷۵۵ نفر بوده‌است.